# Radovan Karadžić
Radovan Karadžić (in alfabeto cirillico Радован Караџић; Petnjica, 19 giugno 1945) è un politico e criminale di guerra bosniaco di etnia serba, presidente della Repubblica Serba di Bosnia ed Erzegovina dal 1992 al 1996.
Karadžić, latitante in Bosnia-Erzegovina e Serbia dal 1996 al 2008, è stato condannato nel marzo 2016 a quarant'anni di reclusione in primo grado dal tribunale penale internazionale per l'ex-Jugoslavia per genocidio (a Srebrenica), crimini di guerra e crimini contro l'umanità durante l'assedio di Sarajevo, il massacro di Srebrenica e le altre campagne di pulizia etnica contro i civili non serbi durante la guerra in Bosnia.
In appello la condanna è stata commutata in ergastolo nel marzo 2019.

## Biografia

### Infanzia e studi
Karadžić è nato a Petnjica, vicino a Savnik, nel nord del Montenegro. Il padre Vuko era un calzolaio di Petnjica, mentre la madre Jovanka (nata Jakić) era una contadina di Pljevlja che si sposò all'età di vent'anni. Karadžić affermava di essere imparentato con Vuk Stefanović Karadžić (1787-1864), il principale riformatore della lingua serba, ma tale dichiarazione è stata dimostrata falsa. Il padre Vuko fece parte dei cetnici, il gruppo armato monarchico jugoslavo guidato da Draža Mihailović, che combatteva contro la resistenza iugoslava di Tito; il padre venne arrestato sotto il regime di Tito e rimase in carcere per gran parte dell'infanzia del figlio.
Nel 1960 Karadžić si trasferì a Sarajevo, in Bosnia ed Erzegovina, per intraprendere i suoi studi di psichiatria.. Studiò disturbi nevrotici e depressione presso l'ospedale di Næstved, in Danimarca, nel 1974-1975 e svolse un tirocinio presso la Columbia University di New York. Dopo il suo ritorno in Jugoslavia, lavorò presso l'ospedale del Koševo a Sarajevo. Fu anche un poeta, influenzato dallo scrittore serbo Dobrica Ćosić, che lo incoraggiò a entrare in politica. Karadžić entrò nel Partito dei Verdi. Durante il suo periodo ecologista disse: «Il bolscevismo è il male, ma il nazionalismo ancora peggio».

### Lavoro in ospedale e malversazioni economiche
Appena dopo la laurea, Karadžić cominciò a lavorare in un centro riabilitativo nella clinica psichiatrica nel principale ospedale di Sarajevo, il Koševo. Secondo alcune testimonianze, spesso, per aumentare le entrate, autorizzava delle finte valutazioni mediche e psicologiche a dipendenti del settore che volevano pensionarsi prima o a criminali che cercavano di evitare delle pene presentandosi come malati mentali. Nel 1983 Karadžić iniziò a lavorare in un ospedale di Belgrado nel quartiere di Voždovac.
Con il socio Momčilo Krajišnik, poi manager dell'azienda mineraria Energoinvest, riuscì a ottenere un prestito per un fondo di sviluppo agricolo e utilizzò i soldi per costruirsi casa a Pale, un villaggio serbo sopra Sarajevo trasformato in stazione sciistica dalla classe dirigente comunista. Il 1º novembre 1984 i due furono arrestati per frode e passarono 11 mesi in prigione prima che l'amico Nikola Koljević riuscisse a farli uscire. A causa della mancanza di prove, Karadžić fu rilasciato e il processo a suo carico fu sospeso. Il processo ricominciò il 26 settembre 1985 e Karadžić fu condannato a tre anni di prigione per appropriazione indebita e frode. Dato che aveva già passato un anno in carcere, Karadžić non scontò il resto della pena.
Secondo lo storico Robert Donia, biografo di Karadžić, prima del 1990 non si manifestò in Karadžić alcuna inclinazione alla violenza, al sadismo o al nazionalismo. Egli appariva stravagante e ambizioso, come dimostrato dalle poesie tormentate, dai maneggi economico-immobiliari e dai metodi eterodossi impiegati con i suoi pazienti. Eppure Karadžić aveva una famiglia stabile, era indifferente alla politica (tranne una breve partecipazione al movimento universitario nel 1968), ed era ben connesso nella società sarajevese. Karadžić era anche ben inserito negli usi civici sarajevesi, come il "komsiluk" (buon vicinato), per esempio telefonava per le feste ai colleghi di fede musulmana, come il suo supervisore Ismet Cerić, secondo il quale “persino dopo che è iniziata la guerra, ci ha chiamato per farci gli auguri per il bajram”.

### Carriera politica

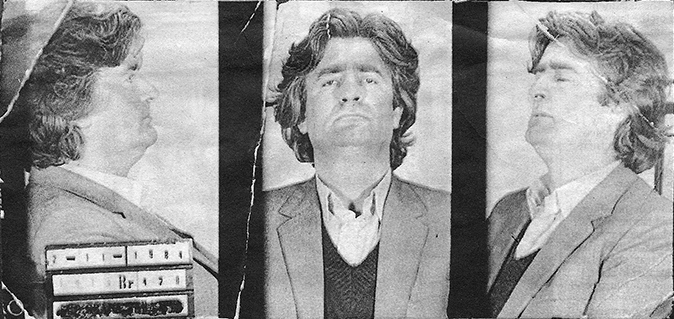
Foto segnaletica di Karadžić, arrestato dalla polizia jugoslava nel novembre 1984

Spinto da Dobrica Ćosić, che sarà poi primo presidente della Repubblica Federale della Jugoslavia, e da Jovan Rašković, leader dei serbi di Croazia, Karadžić fu tra i fondatori del Partito Democratico Serbo (Srpska Demokratska Stranka) in Bosnia ed Erzegovina nel 1989. Il partito aveva l'obiettivo di unire i serbi di Bosnia e i serbi di Croazia alla Serbia in caso di secessione delle repubbliche di Croazia e Bosnia-Erzegovina dalla Federazione Jugoslava.
L'ingresso di Karadžić in politica avvenne, come per altri personaggi coevi, non tanto per coscienza nazionalista quanto per opportunismo. In primis, Karadžić si trovava la strada spianata dall'implosione ideologica del titoismo (e inizialmente infatti si aggregò agli ecologisti anziché ai nazionalisti). In secondo luogo, Karadžić seppe sfruttare le sue ottime relazioni con gli altri membri del vertice dei nazionalisti serbo-bosniaci, ritrovandosi in breve tempo leader a sorpresa del partito. Infine, in Karadžić risiedeva un certo risentimento anti-sistema e anti-comunista, legato al ricordo della prigionia del padre e della propria stessa incarcerazione per malversazioni immobiliari negli anni '80. In questo, egli era simile agli altri due leader dei partiti nazionalisti bosniaci, il bosgnacco Alija Izetbegović e il croato Mate Boban, che avevano anch'essi per ragioni diverse sperimentato le carceri titoiste negli anni '70 e '80, costruendosi così una credibilità da dissidenti e oppositori del regime.
Nel periodo che prelude alle prime elezioni libere del 1990 Karadžić cavalca il discorso della “rigenerazione nazionale”, facendosi difensore dei diritti dei serbo-bosniaci, presunti vittime dei soprusi e arbitrarietà del titoismo. Ma non attacca le altre comunità nazionali e gli altri partiti nazionalisti, con i quali instaura un dialogo. Rifiuta di candidarsi al parlamento e alla presidenza del Paese - forse per ritrosia caratteriale o forse perché più interessato a restare dietro le quinte per costruire una partitocrazia etnica costruita attorno al partito-nazione. I tre partiti nazionalisti (SDS, SDA, HDZ) trionfano alle elezioni, scalzando i post-comunisti per spartirsi il potere, ma la loro coalizione si rivela una tattica di breve periodo che cela visioni strategiche profondamente divergenti.
Nel corso del 1991, mentre si avvia la disgregazione della Jugoslavia e la Bosnia-Erzegovina è nel caos istituzionale, Karadžić si trasforma da nazionalista moderato in “pianificatore visionario” della guerra e della pulizia etnica, preludio dell'“architetto del genocidio” secondo Robert Donia. Karadžić può contare sul sostegno del serbo Milošević a Belgrado, senza tuttavia esserne succube, e modifica radicalmente il suo discorso pubblico per seguire il corso degli eventi e restarne a galla. Egli diventa drastico, apocalittico, minaccioso, ossessivamente legato a missioni identitarie e storiciste. Nell'ottobre 1991, in un famoso discorso al parlamento bosniaco-erzegovese Karadžić evoca la possibile “estinzione del popolo musulmano” lungo l'“autostrada della rovina e della morte”.
È proprio allora, come viene riconosciuto dalla sentenza di primo grado dell'ICTY, che prende forma tra Karadžić e il resto dei vertici del SDS il proposito di compiere pulizia etnica, deportazioni e crimini ai danni della popolazione non serba di Bosnia ed Erzegovina, ancora prima della creazione della Republika Srpska, entità politica che su tali obiettivi politici viene fondata.
Durante il mese di settembre del 1991 l'SDS aveva stabilito delle "Regioni Autonome Serbe" (SAO) in Bosnia Erzegovina. Dopo che il Parlamento bosniaco dichiarò l'indipendenza il 15 ottobre 1991, venne fondato a Banja Luka il 24 ottobre un parlamento serbo che rappresentava esclusivamente i serbi di Bosnia ed Erzegovina. Il mese successivo i serbo-bosniaci tennero un referendum da cui emerse che la stragrande maggioranza dei votanti desiderava unirsi in uno stato federale insieme alla Serbia e Montenegro, come membri della Jugoslavia. Nel dicembre del 1991, i leader dell'SDS stilarono un documento top secret intitolato "Per l'attività e l'organizzazione degli organi della popolazione serba in Bosnia Erzegovina in circostanze eccezionali". Non era altro che un programma centralizzato per la presa di potere in ogni municipalità del paese attraverso la creazione di un governo ombra e di strutture para-governative attraverso delle "crisi di governo" e nel preparare i lealisti serbi a coordinarsi con l'Armata Popolare Jugoslava (JNA).
Il 9 gennaio 1992 l'Assemblea serbo-bosniaca proclamò la Repubblica del Popolo Serbo di Bosnia Erzegovina (Република српског народа Босне и Херцеговине/Republika srpskog naroda Bosne i Hercegovine). Il 28 febbraio 1992 venne adottata la costituzione della Repubblica del Popolo Serbo di Bosnia Erzegovina e venne dichiarato che il territorio di tale stato includeva le regioni autonome serbe, municipalità e altre entità di etnia serba, così come "tutte le regioni in cui la popolazione serba rappresenta una minoranza a seguito del genocidio della seconda guerra mondiale" e che tale territorio era parte dello stato federale jugoslavo. Tra il 29 febbraio e il 1º marzo 1992 si tenne il referendum sull'indipendenza della Bosnia Erzegovina della Jugoslavia; molti serbi lo boicottarono mentre vi parteciparono i bosniaci e i croati che erano a favore dell'indipendenza.

### Presidente della Republika Srpska

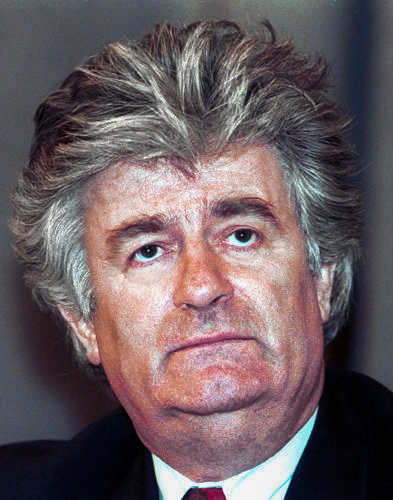
Radovan Karadžić durante una visita a Mosca il 3 marzo 1994.

Il 6 e il 7 aprile 1992 la Bosnia venne riconosciuta Stato indipendente dalla Comunità europea e dagli Stati Uniti d'America. Il Paese fu ammesso all'ONU il 22 maggio dello stesso anno, mentre la Repubblica del Popolo Serbo, alcuni mesi più tardi, fu rinominata Repubblica Serba di Bosnia ed Erzegovina (Republika Srpska Bosne i Hercegovine). Karadžić ne è stato eletto il presidente il 13 maggio 1992. Come tale aveva potere, secondo quanto stabilito dalla Costituzione serbo-bosniaca, sull'esercito sia in tempo di guerra che in quello di pace, aveva l'autorità di fare nomine, di promuovere e di congedare gli ufficiali dell'esercito. Karadžić si presentò tre volte tra il febbraio e marzo 1993 presso la sede dell'ONU di New York per negoziare il futuro della Bosnia.
Andò a Mosca nel 1994 per incontrare gli ufficiali russi e discutere con loro della situazione in Bosnia. Nel 1994 la Chiesa ortodossa greca descrisse Karadžić come "uno dei più illustri figli di nostro signore Gesù Cristo che lavora per la pace" e lo decorò con l'Ordine dei Cavalieri di San Dionisio di Zante. Il patriarca ecumenico Bartolomeo di Costantinopoli dichiarò che "il popolo serbo era stato scelto da Dio per proteggere le frontiere occidentali dell'Ortodossia".
Venerdi 4 agosto 1995, mentre l'esercito croato era pronto ad attaccare la regione della Krajina, controllata dai serbi di Croazia, Karadžić annunciò la rimozione del generale Ratko Mladić dal suo posto di comando. Sarebbe stato lui stesso ad assumere il ruolo di comandante dell'esercito serbo-bosniaco. Karadžić incolpò Mladić della perdita di due città chiave serbe nella Bosnia occidentale che erano cadute recentemente in mano ai croati. Karadžić utilizzò la perdita delle due città come scusa per giustificare i cambiamenti nella struttura di comando. Il generale Mladić fu retrocesso al grado di "consigliere". Mladić rifiutò di abbandonare la carica affermando di avere il sostegno dei militari dell'esercito e del popolo. Karadžić tentò di descrivere Mladić come "pazzo" ma il grande supporto popolare nei confronti di Mladić lo costrinse a ritirare la decisione l'11 agosto 1995.

### Incriminazione da parte del tribunale penale internazionale per l'ex-Jugoslavia
Dal 1996 Karadžić era ricercato per crimini di guerra dal tribunale penale internazionale per i crimini nell'ex Jugoslavia (ICTY). L'Interpol aveva emesso contro di lui un mandato per crimini contro l'umanità, genocidio, gravi violazioni delle convenzioni di Ginevra del 1949 commessi contro non serbi nel suo ruolo di comandante supremo delle forze armate serbo-bosniache e presidente del Consiglio nazionale di sicurezza della Republika Srpska. È accusato dall'ICTY di avere ordinato il genocidio di Srebrenica nel 1995 diretto dai serbo-bosniaci al fine di "creare una situazione insostenibile e di totale insicurezza senza possibilità di sopravvivenza" nell'area dichiarata dall'ONU come "sicura" e di avere ordinato la presa in ostaggio del personale dell'ONU nel periodo maggio-giugno 1995.
L'incriminazione secondo l'articolo 7 dello statuto del tribunale internazionale di L'Aia per responsabilità individuale criminale di Karadžić comprende:
- due capi di accusa per genocidio (articolo 4 dello statuto - genocidio, complicità in genocidio);
- cinque capi di accusa per crimini contro l'umanità (articolo 5 dello statuto - sterminio, omicidio, persecuzioni di carattere politico, etnico e religioso, comportamenti inumani come il trasferimento forzato della popolazione);
- tre capi di accusa per violazione delle norme e delle convenzioni di guerra (articolo 3 dello statuto - omicidio, creazione di un clima illegale di terrore tra i civili, presa di ostaggi);
- un capo di accusa per violazione delle convenzioni di Ginevra (articolo 2 dello statuto - omicidio intenzionale)

Accusa 1: genocidio. Il 28 giugno 2012 il tribunale ha accettato la mozione della difesa secondo cui "non c'è evidenza che il genocidio sia avvenuto in tali municipalità". Le mozioni della difesa per le altre nove accuse sono state rigettate. La corte d'appello successivamente disse che la corte aveva errato e reintrodusse l'accusa di genocidio l'11 luglio 2013.
Municipalità: Bratunac, Foča, Ključ, Kotor Varoš, Prijedor, Sanski Most, Vlasenica e Zvornik.
Accusa 2: genocidio
Municipalità: Srebrenica.
Accusa 3: persecuzione per motivi razziali, religiosi ed etnici (crimine contro l'umanità)
Municipalità: Banja Luka, Bijeljina, Bosanska Krupa, Bosanski Novi, Bratunac, Brčko, Foča, Hadžići, Ilidža, Kalinovik, Ključ, Kotor Varoš, Novi Grad, Novo Sarajevo, Pale, Prijedor, Rogatica, Sanski Most, Sokolac, Trnovo, Vlasenica, Vogošća, Zvornik, e Srebrenica.
Accusa 4: sterminio (crimine contro l'umanità)
Accusa 5: omicidio (crimine contro l'umanità)
Accusa 6: omicidio (violazione delle leggi e costumi di guerra)
Accusa 7: deportazione (crimine contro l'umanità)
Accusa 8: atti inumani (trasferimento forzato), crimine contro l'umanità
Accusa 9: atti di violenza con lo scopo di diffondere il terrore nei confronti della popolazione civile, violazione delle leggi e dei costumi di guerra
Accusa 10: attacco illegittimo verso i civili, violazione delle leggi e dei costumi di guerra
Accusa 11: presa di ostaggi, violazione delle leggi e dei costumi di guerra

### Latitanza
Karadžić è stato latitante dal 1996 fino al luglio 2008. Fu emesso un mandato di cattura internazionale eccezionale in base all'articolo 61 del tribunale. Il governo degli Stati Uniti aveva offerto una taglia di cinque milioni di dollari per la sua cattura e per quella del generale serbo-bosniaco Ratko Mladić.
Dal 1999 Karadžić faceva finta di essere un esperto New Age di medicina alternativa: lavorò in una clinica privata di Belgrado sotto falso nome di Dragan David Dabić, nascondendo il suo volto dietro lunghi capelli e barba bianchi; tenne delle conferenze davanti a centinaia di persone a proposito di medicina alternativa; aveva un sito internet dove offriva assistenza nel trattamento di problemi sessuali e disordini attraverso quella che lui chiamava "energia quantistica umana".
L'abilità di Karadžić a evitare la cattura per più di un decennio ha aumentato la stima nei suoi confronti da parte dei soldati serbo-bosniaci. Alcune fonti (e Karadžić stesso) sostengono che abbia ricevuto una promessa di impunità dagli Stati Uniti d'America, a seguito di un accordo con Richard Holbrooke durante le negoziazioni degli accordi di Dayton. Da parte sua, Holbrooke ha negato più volte che questo accordo sia stato fatto. Durante il periodo da fuggiasco, Karadžić è stato aiutato da molte persone, tra cui Boško Radonjić, e nel 2001 centinaia di sostenitori manifestarono a favore di Karadžić nel suo paese natale. Nel marzo 2003, sua madre Jovanka fece un appello affinché si arrendesse.
Ufficiali britannici prepararono delle azioni militari per catturare Karadžić e altri sospetti e cercarono di fare pressione politica sui governi balcanici.
Nel maggio 2004, l'ONU annunciò che "il fratello di un sospettato di crimini di guerra che stava testimoniando nel processo a Karadžić era stato ucciso per errore da un raid della polizia della Republika Srpska" . Aggiunsero poi che "si poteva ipotizzare che l'informatore venne ucciso prima che questo fosse in grado di dire altro".
Nel 2005 i leader serbo-bosniaci lanciarono un appello affinché si arrendesse, giustificando che la Bosnia e la Serbia non sarebbero migliorate dal punto di vista economico e politico fino a quando Karadžić fosse rimasto in libertà. Dopo un raid fallito ai primi di maggio, il 7 luglio 2005 le truppe della Nato arrestarono Aleksandar, il figlio di Karadžić, ma lo rilasciarono dopo 10 giorni. Il 28 luglio, Ljiljana, la moglie di Karadžić, chiese al marito di arrendersi, a seguito, secondo le sue parole, di un'"enorme pressione".
La BBC riportò che Karadžić era stato avvistato nel 2005 vicino a Foča: "lungo il 38 km (24 miglia) sulla strada, nelle vicinanze del parco nazionale Sutjeska "Radovan Karadžić è appena sceso da una Mercedes rossa". ma si affermava che: "le intelligence occidentali sanno perfettamente dove sia, ma manca la volontà politica di Londra o Washington di mettere a rischio le vite di agenti britannici e statunitensi per arrestarlo".
È stato riportato che Karadžić scampò alla cattura a Vienna nel maggio del 2007, dove viveva con il nome di Peter Glumac. Si presentava come venditore croato di soluzioni alle erbe e unguenti. La polizia austriaca parlò con lui durante un controllo legato a un omicidio avvenuto nell'area in cui abitava Karadžić. Non venne però riconosciuta la sua vera identità. Aveva ottenuto un passaporto croato e aveva detto di essere a Vienna per un corso. La polizia non fece altre domande e non gli prese le impronte digitali visto che appariva calmo e rispondeva prontamente alle domande. Dragan Karadžić, suo nipote, dichiarò in un'intervista al Corriere della Sera che lo zio aveva assistito a una partita di calcio della Serie A, essendo un fan dei calciatori serbi Siniša Mihajlović e Dejan Stanković, e che aveva visitato Venezia con il nome di Peter Glumac.
Il 10 gennaio 2008 la BBC riportò che i passaporti dei suoi parenti più stretti erano stati ritirati. Il 21 febbraio 2008, nel momento dell'indipendenza del Kosovo, sono stati esposti i suoi ritratti durante la manifestazione "Kosovo è Serbia" a Belgrado.

### Arresto
L'arresto di Radovan Karadžić ebbe luogo a Belgrado il 21 luglio 2008. La ricompensa per il suo arresto non è mai stata richiesta: nonostante ciò si vocifera che l'arresto sia avvenuto per mano di alcuni abitanti locali che avevano scoperto la sua vera identità e volevano avere il denaro. Se confermato, ciò spiegherebbe perché il governo serbo affermò che la sua polizia (MUP) non c'entrava nulla con l'arresto. Karadžić è stato trasferito in custodia all'Aja il 30 luglio. Diecimila persone manifestarono a Belgrado per protestare contro l'estradizione.

### Processo
Il 31 luglio 2008 Karadžić è apparso in tribunale davanti al giudice Alphons Orie, che ha condannato 64 accusati dal 1993. Durante la prima udienza, Radovan Karadžić espresse preoccupazione per la sua vita dicendo: "Se Holbrooke vuole la mia morte e si rammarica che non esiste la pena di morte qui, voglio sapere se il suo braccio è lungo abbastanza da raggiungermi qui". Affermò anche che il patto che aveva fatto con Holbrooke era la ragione per cui c'erano voluti 13 anni a portarlo davanti al tribunale ICTY. Ha fatto accuse simili contro l'ex segretario di stato americano Madeleine Albright. Muhamed Sacirbey, ministro degli esteri bosniaco all'epoca, dichiarò che l'accordo Karadžić-Holbrooke era stato siglato nel luglio 1996.
Nell'agosto 2008 Karadžić dichiarò che era in corso una cospirazione contro di lui. Definì la corte, presieduta dal giudice scozzese Iain Bonomy "tribunale della NATO" mascherato da tribunale internazionale. Il 13 ottobre 2009, la BBC ha riportato che la richiesta di immunità dalle accuse gli era stata negata. L'inizio del processo venne spostato al 26 ottobre così da potere preparare una difesa.
Lunedi 26 ottobre 2009, quindici minuti dopo l'inizio del processo, esso venne sospeso dal momento che aveva iniziato un boicottaggio dell'udienza. Il giudice O-Gon Kwon disse che in assenza di Karadžić, o di chi lo difendeva o di qualunque avvocato che lo rappresentava, il caso era sospeso per ventiquattro ore, quando l'accusa avrebbe iniziato il suo rapporto. L'atteggiamento di Karadžić fu definito dai giudici "poco collaborativo". In particolare Iain Bonomy dichiarò: "Quello che lei sta dicendo è che vuole condurre in prima persona questa causa, ma che non è in grado di condurla. Questa per la corte è una situazione insoddisfacente." Il 5 novembre 2009 la corte gli impose con la forza un avvocato e decise di posticipare il suo processo al 1º marzo 2010.
Il 26 novembre 2009 Karadžić presentò una mozione in cui contestava la validità e la legittimità del tribunale, dichiarando che: "il Consiglio di Sicurezza dell'ONU non aveva il potere di istituire l'ITCY e nel farlo ha violato gli accordi di diritto internazionale e ha delegato all'ITCY un potere legislativo inesistente." Allo stesso modo ha definito un mito il massacro di Srebrenica e l'assedio di Sarajevo, accusando direttamente i musulmani di avere orchestrato tutto per dare la colpa ai serbi di Bosnia. Anche la strage di Markale del 1994, secondo Karadžić, fu provocata dai bosgnacchi stessi.
A ciò l'accusa rispose che "la Camera d'appello ha già determinato la validità della creazione del tribunale in precedenti sentenze che costituiscono un precedente su questo argomento" e ha pertanto rigettato la mozione. L'accusa ha iniziato la causa il 13 aprile 2010 e l'ha completata il 25 maggio 2012. La scoperta di più di 300 corpi in una fossa comune vicino al sito minerario di Tomasica nel settembre 2013 causò un turbinio di mozioni che si chiusero quando il tribunale negò la riapertura della pubblica accusa. La difesa ha iniziato la sua causa il 16 ottobre 2012 e lo ha completata nel marzo 2014. Karadžić decise di non testimoniare. La causa delle discussioni finali iniziarono il 29 settembre 2014 e la richiesta di Karadžić di un nuovo processo venne rigettata.

### Condanna
Il 24 marzo 2016 è stato condannato in primo grado dal tribunale penale internazionale dell'Aja a 40 anni di carcere.
Radovan Karadžić rispondeva a due capi di accusa per genocidio (capi di imputazione 1 e 2), cinque per crimini contro l'umanità (capi di imputazione 3, 4, 5, 7 e 8) e quattro per violazioni di leggi e costumi di guerra (capi di imputazione 6, 9, 10 e 11). La sentenza della Corte ha riguardato la responsabilità penale individuale di Karadžić in quattro joint criminal enterprise (JCE).
La prima joint criminal enterprise include i crimini commessi dal 1991 al 1995 in sette municipalità della Bosnia-Erzegovina (Bratunac, Foča, Ključ, Kotor Varoš, Prijedor, Sanski Most, Vlasenica e Zvornik). I giudici hanno definito Karadžić non colpevole del capo di imputazione numero 2, poiché non è stato loro possibile stabilire oltre ogni ragionevole dubbio la presenza di un intento di genocidio. Karadžić è stato riconosciuto colpevole dei capi di imputazione 3, 4, 5 e 7 nelle sette municipalità: persecuzioni, stermini, massacri e deportazioni, riconosciuti come crimini contro l'umanità.
La seconda joint criminal enterprise riguarda i crimini commessi durante l'assedio di Sarajevo. Karadžić è stato riconosciuto colpevole dei capi d'imputazione 6, 9 e 10: massacri di civili, diffusione di uno stato di terrore nei civili e attacchi indiscriminati su civili, in quanto violazione delle leggi e dei costumi di guerra.
La terza joint criminal enterprise concerne la presa in ostaggio delle truppe ONU durante l'ultimo anno di guerra. Karadžić è stato ritenuto colpevole del campo di imputazione numero 11, ovvero la cattura di ostaggi in aperta violazione delle leggi e dei costumi di guerra.
La quarta joint criminal enterprise include i crimini commessi durante il massacro di Srebrenica. Karadžić è stato riconosciuto colpevole del capo di imputazione numero 1, genocidio, per quanto occorso a Srebrenica e nel campo di Potočari, dove furono uccisi più di 7 000 bosniaci con una metodologia che, nelle parole del Presidente della Corte O-Gon Kwon, “ha permanentemente rimosso la presenza dei bosniaci-musulmani da Srebrenica”.
In appello la condanna è stata commutata in ergastolo il 20 marzo 2019. Dal 2021 è detenuto nel Regno Unito.

## Opere

### Poesia
Karadžić pubblicò alcuni libri di poesia alcuni dei quali mentre era in latitanza.
- 1968: Ludo koplje (Svjetlost, Sarajevo)
- 1971: Pamtivek (Svjetlost, Sarajevo)
- 1990: Crna bajka (Svjetlost, Sarajevo)
- 1992: Rat u Bosni: Kako je počelo
- 1994: Ima čuda, nema čuda
- 2001: Od Ludog koplja do Crne bajke (Dobrica knjiga, Novi Sad)
- 2004: Čudesna hronika noći (IGAM, Belgrade)
- 2005: Pod levu sisu veka (Književna zajednica Veljko Vidaković, Niš)

### Premi e riconoscimenti
- Premio letterario Jovan Dučić per la poesia, 1969
- Premio letterario Michail Sholokhov del 16 maggio 1994, da parte dell'Unione degli scrittori russi "per il suo contributo alla cultura slava e all'interesse nazionale slavo"[54]
- Ordine dei cavalieri di San Dionisio di Zante, 1994, da parte della Chiesa ortodossa greca
- Ordine della Republika Srpska, 1994